# خارابالی
شهر خارابالی (به روسی: Харабали) در کشور روسیه و در اوبلاست آستراخان واقع شده‌است.